# José Guadalupe Rodríguez
José Guadalupe Rodríguez är en ort i Mexiko.   Den ligger i kommunen Ursulo Galván och delstaten Veracruz, i den sydöstra delen av landet, 280 km öster om huvudstaden Mexico City. José Guadalupe Rodríguez ligger 36 meter över havet och antalet invånare är 621.
Terrängen runt José Guadalupe Rodríguez är platt, och sluttar österut. Runt José Guadalupe Rodríguez är det ganska tätbefolkat, med 172 invånare per kvadratkilometer. Närmaste större samhälle är Zempoala, 2,6 km norr om José Guadalupe Rodríguez. Trakten runt José Guadalupe Rodríguez består till största delen av jordbruksmark.